# Diocesi di Licopoli
La diocesi di Licopoli (in latino Dioecesis Lycopolitana) è una sede soppressa del patriarcato di Alessandria e sede titolare della Chiesa cattolica.

## Storia
Licopoli, identificata con la città di Asyūṭ, fu una sede vescovile della provincia romana della Tebaide Prima nella diocesi civile di Egitto. Faceva parte del patriarcato di Alessandria ed era suffraganea dell'arcidiocesi di Antinoe.
Di questa antica diocesi sono noti diversi vescovi. Michel Le Quien inizia la sua serie con il vescovo Alessandro, autore nella seconda metà circa del III secolo di un trattato contro i manichei; quest'opinione, basata sugli studi di Fozio di Costantinopoli, è tuttavia errata, poiché Alessandro era un pagano.
Una fonte agiografica copta, il «Martirio di Coluthus», pone verso il 304 o 305 la deposizione del vescovo ariano Apollonio, destinatario di una lettera apocrifa attribuita a Pietro I di Alessandria. Apollonio sarebbe l'immediato predecessore di Melezio, il vescovo più noto di Licopoli, autore di uno scisma durante il concilio di Nicea del 325, a cui aderirono diversi vescovi egiziani.
Deposto nel 325, Melezio fu sostituito da Plusiano (noto nelle fonti latine come Volusiano), ancora documentato nel concilio di Tiro del 335 e in diversi scritti di Atanasio di Alessandria, in particolare l'Apologia contra arianos. Morì attorno al 347 e fu sostituito da Eudamone, come attesta la lettera festale XIX di sant'Atanasio.
Le fonti papirologiche hanno trasmesso il nome del vescovo Ciro, datato al 481.
Due vescovi omonimi sono menzionati nel VI e VII secolo; il secondo, vissuto nel primo quarto del secolo, fu autore di diversi panegirici in copto e in arabo, ed è menzionato nel sinassario alessandrino.
Ancora nel XVII secolo Licopoli era sede di un vescovo della Chiesa ortodossa copta. Agli inizi del XX secolo l'eparchia era unita a quelle di Abutig e di Akhmim (l'antica Panopoli).
Licopoli è stata anche una sede vescovile titolare della Chiesa cattolica, istituita nel XVII secolo e soppressa nel 1947, quando fu eretta l'eparchia di Assiut della Chiesa cattolica copta.

## Cronotassi

### Vescovi di epoca romano/bizantina
- Alessandro ? † (fine del III secolo)
- Apollonio † (? - circa 304/305 deposto) (vescovo ariano)
- Melezio † (circa 304/305 - 325 deposto) (vescovo scismatico)
- Plusiano † (325 - 347 deceduto)
- Eudamone † (347 - ?)
- Ciro † (menzionato nel 481)
- Costantino I † (menzionato nel 500 circa)
- Costantino II † (prima del 598 - prima metà del VII secolo)[5]

### Vescovi di epoca araba
- Antonio † (menzionato nel 1078)
- Giovanni I † (XV secolo)[6]
- Giovanni II † (menzionato nel 1673)

### Vescovi titolari della Chiesa cattolica
- Giovanni Fontana † (? deceduto)
- Tomasz Skotnicki † (1º ottobre 1685 - 10 dicembre 1700 deceduto)
- Atanasio Esterriga Trajanáuregui † (26 novembre 1703 - 1º giugno 1712 nominato vescovo di Maiorca)
- Stefan Bogusław Rupniewski † (22 maggio 1713 - 23 dicembre 1716 nominato vescovo di Kam"janec'-Podil's'kyj)
- José Esquivel Castillejos, O.P. † (1º ottobre 1717 - 11 luglio 1738 deceduto)
- Ferdinando Romualdo Guiccioli, O.S.B.Cam. † (10 marzo 1741 - 5 aprile 1745 nominato arcivescovo di Ravenna)
- Johann Friedrich von Lasser † (16 settembre 1748 - 14 aprile 1769 deceduto)
- Joseph Paul Sedeler † (11 settembre 1775 - 4 settembre 1776 deceduto)
- Manuel Cayetano Muñoz Benavente † (24 luglio 1797 - 8 luglio 1824 deceduto)
- Jovino Bystrzycki † (8 gennaio 1821 - 11 luglio 1821 deceduto)
- Anton Ferdinand Holtgreven † (22 giugno 1843 - 29 settembre 1848 deceduto)
- Ioannes Kraly † (16 novembre 1854 - 1883 deceduto)
- Antonio Tomas da Silva Leitão e Castro † (8 maggio 1883 - 27 marzo 1884 nominato vescovo di Angola e Congo)
- Franz Wilhelm Cramer † (13 novembre 1884 - 15 marzo 1903 deceduto)
- James Trobec † (28 maggio 1914 - 15 dicembre 1921 deceduto)
- John Alexander Floersh † (6 febbraio 1923 - 26 luglio 1924 succeduto vescovo di Louisville)
- Luis Antonio Castro Álvarez, SS.CC. † (23 ottobre 1924 - 13 agosto 1935 deceduto)
- Joseph-Lucien Giray † (13 febbraio 1936 - 14 aprile 1938 nominato arcivescovo titolare di Selimbria)
- Paulus Rusch † (15 ottobre 1938 - 9 dicembre 1947 nominato vescovo titolare di Meloe di Isauria)